# Erythroxylum delagoense
Erythroxylum delagoense là một loài thực vật có hoa trong họ Erythroxylaceae. Loài này được Schinz mô tả khoa học đầu tiên năm 1901.